# ووتون (بيدفوردشير)
ووتون (بالإنجليزية: Wootton, Bedfordshire)‏ هي قرية وأبرشية مدنية تقع في المملكة المتحدة في إنجلترا. يقدر عدد سكانها بـ 4,156 نسمة .